# Leiodes badia
Leiodes badia är en skalbaggsart som först beskrevs av Sturm 1807.  Leiodes badia ingår i släktet Liodes, och familjen mycelbaggar. Enligt den finländska rödlistan är arten sårbar i Finland. Arten är reproducerande i Sverige. Artens livsmiljö är torra gräsmarker.